# SoFFin

SoFFin logo

El SoFFin (Sonderfonds Finanzmarktstabilisierung – Fondo especial para la estabilización de los mercados financieros) es un programa del gobierno alemán cuyo objetivo es estabilizar el sector bancario alemán y restaurar la confianza el sector. Creado el 17 de octubre de 2008 durante la crisis financiera, funcionó entre el 20 de octubre de 2008 y el 31 de diciembre de 2010. Desde esta fecha gestiona los créditos concedidos entre 2008 y 2010 pero no concede nuevos créditos o garantías. Sin embargo la crisis de la deuda de la zona euro y su impacto sobre la solvabilidad de los bancos ha generado especulación sobre un posible reanudación de sus actividades.
Establecido como agencia de la Bundesbank fue administrado por;
- Dr. Hannes Rehm (vocal)
- Dr. Christopher Pleister
- Gerhard Strattthaus

La misión de SoFFin se divide en tres;
- Garantizar el acceso a liquidez de institutos financieros elegibles mediante garantías de sus emisiones de deuda.
- Toma de participaciones
- Compra en el mercado segundario de deuda de institutos financieros

Está dotado de la capacidad de conceder garantías de hasta 400 mil millones de euros y tiene otros 80 mil millones disponibles para tomar participaciones o comprar deuda en el mercado segundario.
En enero de 2011 el SoFFin fue transferido de la Bundesbank a la Agencia para la estabilización de los mercados financieros - FMSA
. A finales de marzo de 2011 el SoFFin había activado 69 mil millones de euros en garantías y participaciones. Según el último informe del SoFFin para febrero de 2012 esta cantidad se había reducido a 33 mil millones.

## Deuda garantizada por SoFFin[4]
| Emisor'          | Fecha de emisión | ISIN         | Valor de la emisión [€] | Coupon | Vencimiento |
| HYPO REAL ESTATE | 11/13/2008       | DE000A0XXY00 | 15,000,000,000          | 0.726  | 12/23/2009  |
| COMMERZBANK AG   | 1/15/2009        | DE000CB896A7 | 5,000,000,000           | 2.75   | 1/13/2012   |
| HSH NORDBANK AG  | 1/20/2009        | DE000HSH2539 | 3,000,000,000           | 2.75   | 1/20/2012   |
| BAYERISCHE LNDBK | 1/23/2009        | DE000BLB5N07 | 5,000,000,000           | 2.75   | 1/23/2012   |
| IKB DEUT INDUSTR | 1/28/2009        | DE000A0SMN03 | 2,000,000,000           | 2.875  | 1/27/2012   |
| SDB-SICHERUNGS   | 2/5/2009         | DE000A0AD7F4 | 447,000,000             | 1.02   | 2/3/2012    |
| SDB-SICHERUNGS   | 2/5/2009         | DE000A0AD7G2 | 223,000,000             | 1.02   | 2/3/2012    |
| DUESSELDORF HYP  | 3/13/2009        | DE000DUS1S07 | 125,000,000             | 0.978  | 3/12/2010   |
| DUESSELDORF HYP  | 3/13/2009        | DE000DUS2S06 | 125,000,000             | 1.031  | 3/11/2011   |
| IKB DEUT INDUSTR | 3/13/2009        | DE000A0SMN45 | 2,000,000,000           | 2.625  | 3/13/2012   |
| AAREAL BANK AG   | 3/26/2009        | DE000AAR0041 | 2,000,000,000           | 2.625  | 3/26/2012   |
| IKB DEUT INDUSTR | 4/30/2009        | DE000A0SMN52 | 1,000,000,000           | 2.25   | 4/29/2011   |
| HSH NORDBANK AG  | 5/11/2009        | DE000HSH27X2 | 3,000,000,000           | 2      | 5/11/2011   |
| HYPO REAL ESTATE | 5/14/2009        | DE000A0XFP11 | 5,000,000               | 0.683  | 5/15/2011   |
| COREALCREDIT     | 6/2/2009         | DE000A0BVBN3 | 1,000,000               | 1.225  | 6/1/2011    |
| HYPO REAL ESTATE | 6/3/2009         | DE000A0XFP29 | 5,000,000               | 1.124  | 6/4/2012    |
| HYPO REAL ESTATE | 6/12/2009        | DE000A0Z1J14 | 5,000,000,000           | 3.772  | 6/12/2014   |
| COREALCREDIT     | 7/13/2009        | DE000A0BVBQ6 | 1,000,000               | 2.02   | 7/13/2011   |
| HSH NORDBANK AG  | 7/23/2009        | DE000HSH29Z3 | 3,000,000,000           | 2.25   | 7/23/2012   |
| IKB DEUT INDUSTR | 9/10/2009        | DE000A0SMN60 | 2,000,000,000           | 2.125  | 9/10/2012   |
| COREALCREDIT     | 10/16/2009       | DE000A0BVBW4 | 15,000,000              | 0.823  | 10/4/2011   |
| COREALCREDIT     | 11/2/2009        | DE000A0BVBX2 | 15,000,000              | 0.872  | 11/2/2011   |
| DT PFANDBRIEFBAN | 11/11/2009       | DE000A1A6PM3 | 5,000,000,000           | 0.768  | 6/30/2010   |
| DT PFANDBRIEFBAN | 11/11/2009       | DE000A1A6PL5 | 5,000,000,000           | 0.768  | 6/30/2010   |
| DT PFANDBRIEFBAN | 11/11/2009       | DE000A1A6PN1 | 5,000,000,000           | 0.768  | 6/30/2010   |

## Adquisiciones de participación por SoFFin[5]
| Institución                 | valor [€]      |
| Aareal Bank AG              | 380,000,000    |
| Commerzbank AG              | 18,200,000,000 |
| Hypo Real Estate Holding AG | 7,700,000,000  |
| WestLB AG                   | 3,000,000,000  |

## Operaciones y resultados de SoFFin
| Fecha             | Garantías[€]       | Participaciones y compras[€] | Total [€]          |
| Julio de 2009     | 143 mil millones   | 24,5 mil millones            | 167,5 mil millones |
| Octubre de 2009   | 127,7 mil millones | 27,8 mil millones            | 155,5 mil millones |
| Diciembre de 2009 | 117,7 mil millones | 30,9 mil millones            | 148,6 mil millones |
| Abril de 2010     | -                  | -                            | 172,5 mil millones |
| Marz0 2011        | -                  | -                            | 69,4 mil millones  |

En 2009 las operaciones de SoFFin generaron perdidas de 4,27 mil millones de euros, y 4,80 mil millones de perdidas en 2010